# Майське (Полтавська область)
Майське — селище, Мартинівська сільська рада, Карлівський район, Полтавська область, Україна.
Село ліквідоване 1988 року.

## Географія
Селище Майське було розташоване за 1 км від села Дондасівка.

## Історія
- 1988 — село ліквідоване[1].